# Russisches Nationales Rückversicherungsunternehmen
Das Russische Nationale Rückversicherungsunternehmen, russisch Российская национальная перестраховочная компания, englisch Russian National Reinsurance Company, teilweise als RNRC abgekürzt, ist ein russisches Rückversicherungsunternehmen mit Sitz in Moskau.

## Geschichte und Hintergrund
Der staatliche Rückversicherer wurde 2016 in Form einer Aktiengesellschaft als Tochtergesellschaft der Zentralbank Bank Rossii auf Beschluss der Duma gegründet, in der Folge müssen mit Ausnahme weniger Versicherungszweige wie der Lebensversicherung alle russischen und in Russland tätigen Erstversicherungsunternehmen 10 % ihres dortigen Geschäfts an das Unternehmen zedieren.
Kurz nach dem Überfall Russlands auf die Ukraine 2022 wurde das Russische Nationale Rückversicherungsunternehmen wie weitere Versicherer von Fitch Ratings abgewertet, mit einem Rating von CC wurde die vormals als hochspekulative RNRC nun als extrem spekulative Anlage eingestuft. 2022 stellten 20 bis 30 internationale Rückversicherer ihre Arbeit in Russland ein.
Im Juni des Jahres wurde berichtet, dass durch die Zentralbank die Kapitalbasis des Unternehmens von 71 Milliarden Rubel (ca. 0,61 Milliarden Euro) auf zirka 300 Milliarden Rubel (ca. 2,56 Milliarden Euro) mit einer Garantie für 750 Milliarden Rubel (ca. 6,4 Milliarden Euro) erweitert wurde, um nach dem Rückzug westlicher Versicherungsunternehmen die Transportversicherung für russische Schiffsflotten zu übernehmen bzw. als Rückversicherer absichern zu können. Im März 2023 wurde das Unternehmen auf die offizielle Sanktionsliste der Europäischen Union aufgenommen.